# Resolutie 496 Veiligheidsraad Verenigde Naties
Resolutie 496 van de Veiligheidsraad van de Verenigde Naties werd op 15 december 1981 unaniem aangenomen. De Veiligheidsraad richtte met deze resolutie een commissie op om de mislukte staatsgreep op de Seychellen in november 1981 te onderzoeken.

## Achtergrond
De Seychellen zijn een eilandnatie ten oosten van het Afrikaanse vasteland en ten noorden van Madagaskar. Het werd in 1976 onafhankelijk van het Verenigd Koninkrijk. Een jaar later werd de eerste president met een staatsgreep afgezet en kreeg het land een eenpartijstelsel.
In 1978 beraamden Seychellianen in ballingschap in Zuid-Afrika met instemming van de Verenigde Staten een staatsgreep tegen de nieuwe president. Zo'n 54 huurlingen, waaronder Zuid-Afrikanen, Rhodesiërs en Congolezen, vertrokken naar de Seychellen.
De gevechten begonnen reeds op de luchthaven toen het verborgen wapen van een van de huurlingen werd ontdekt. Enkele uren later kaapten de huurlingen een Indiaas vliegtuig en vlogen terug naar Zuid-Afrika. Vier achtergebleven huurlingen werden door de Seychellen veroordeeld, de overigen in Zuid-Afrika.
Op 24 december werd beslist dat de commissie zou bestaan uit Ierland, Japan en Panama. De commissie kwam tot de conclusie dat Zuid-Afrika actief betrokken was geweest door onder meer wapens te leveren.

## Inhoud
De Veiligheidsraad:
- Neemt nota van de brief van de Seychellen aan de voorzitter van de Veiligheidsraad.
- Heeft de verklaring van de vertegenwoordiger van de Seychellen gehoord.
- Bedenkt dat lidstaten geen bedreiging of geweld mogen gebruiken tegen de territoriale integriteit of onafhankelijkheid van een ander land.

1. Bevestigt dat de territoriale integriteit en onafhankelijkheid van de Seychellen gerespecteerd moet worden.
2. Veroordeelt de recente agressie door huurlingen tegen de Seychellen en de daaropvolgende kaping.
3. Beslist een commissie bestaande uit drie van zijn leden te sturen om de oorsprong, achtergrond en financiering van de agressie op 25 november 1981 te onderzoeken, de economische schade te evalueren en tegen 31 januari 1982 aanbevelingen te doen.
4. Beslist dat de leden van de commissie aangeduid zullen worden aangeduid na consultaties tussen haar voorzitter en de Seychellen.
5. Vraagt secretaris-generaal Kurt Waldheim de commissie van al het nodige te voorzien.
6. Besluit om op de hoogte te blijven.

## Verwante resoluties
- Resolutie 394 Veiligheidsraad Verenigde Naties
- Resolutie 507 Veiligheidsraad Verenigde Naties

Lijst ·  485 ·  486 ·  487 ·  488 ·  489 ·  490 ·  491 ·  492 ·  493 ·  494 ·  495 ·  496 ·  497 ·  498 ·  499